# العلاقات الألبانية الهايتية
العلاقات الألبانية الهايتية هي العلاقات الثنائية التي تجمع بين ألبانيا وهايتي.

## مقارنة بين البلدين
هذه مقارنة عامة ومرجعية للدولتين:
| وجه المقارنة                                              | ألبانيا                                                    | هايتي                                |
| --------------------------------------------------------- | ---------------------------------------------------------- | ------------------------------------ |
| المساحة (كم2)                                             | 28.75 ألف                                                  | 27.75 ألف                            |
| عدد السكان (نسمة)                                         | 3.02 مليون                                                 | 10.98 مليون                          |
| الكثافة السكانية (ن./كم²)                                 | 105.04                                                     | 395.68                               |
| العاصمة                                                   | تيرانا                                                     | بورت أو برانس                        |
| اللغة الرسمية                                             | اللغة الألبانية                                            | لغة فرنسية، اللغة الكريولية الهايتية |
| العملة                                                    | ليك ألباني                                                 | جوردة هايتية                         |
| الناتج المحلي الإجمالي (بليون دولار)                      | 13.04 مليار                                                | 8.41 مليار                           |
| الناتج المحلي الإجمالي (تعادل القوة الشرائية) بليون دولار | 33.17 مليار                                                | 18.82 مليار                          |
| الناتج المحلي الإجمالي الاسمي للفرد دولار أمريكي          | 3.94 ألف                                                   | 818                                  |
| الناتج المحلي الإجمالي للفرد دولار أمريكي                 | 11.11 ألف                                                  | 1.73 ألف                             |
| مؤشر التنمية البشرية                                      | 0.764                                                      | 0.483                                |
| رمز المكالمات الدولي                                      | +355                                                       | +509                                 |
| رمز الإنترنت                                              | .al                                                        | .ht                                  |
| المنطقة الزمنية                                           | توقيت وسط أوروبا، ت ع م+01:00، ت ع م+02:00، أوروبا/تيرانا ‏ | 00                                   |

## منظمات دولية مشتركة
يشترك البلدان في عضوية مجموعة من المنظمات الدولية، منها:
| علم المنظمة | اسم المنظمة                               | تاريخ انضمام ألبانيا | تاريخ انضمام هايتي |
| ----------- | ----------------------------------------- | -------------------- | ------------------ |
|             | الاتحاد البريدي العالمي                   | ?                    | ?                  |
|             | مؤسسة التنمية الدولية                     | 15 أكتوبر 1991       | 13 يونيو 1961      |
|             | منظمة حظر الأسلحة الكيميائية              | ?                    | ?                  |
|             | منظمة التجارة العالمية                    | ?                    | ?                  |
|             | الأمم المتحدة                             | 14 ديسمبر 1955       | 24 أكتوبر 1945     |
|             | وكالة ضمان الاستثمار متعدد الأطراف        | 15 أكتوبر 1991       | 11 ديسمبر 1996     |
|             | منظمة الشرطة الجنائية الدولية             | ?                    | ?                  |
|             | مؤسسة التمويل الدولية                     | 15 أكتوبر 1991       | 20 يوليو 1956      |
|             | الاتحاد الدولي للاتصالات                  | 2 يونيو 1922         | 10 أكتوبر 1927     |
|             | البنك الدولي للإنشاء والتعمير             | 15 أكتوبر 1991       | 8 سبتمبر 1953      |
|             | المركز الدولي لتسوية المنازعات الاستشارية | 14 نوفمبر 1991       | 26 نوفمبر 2009     |
|             | يونسكو                                    | 16 أكتوبر 1958       | 18 نوفمبر 1946     |

## وصلات خارجية
- موقع وزارة الخارجية الألبانية
- موقع وزارة الخارجية الهايتية